# Metoko Ma Bekondo
Pour les articles homonymes, voir Metoko.
Metoko Ma Bekondo (ou Metoko Bekondo) est un village du Cameroun situé dans le département de la Meme et la Région du Sud-Ouest. Il fait partie de la commune de Mbonge.

## Population
On y a dénombré 139 personnes en 1953, puis 350 en 1967, pour la plupart des Mbonge, du groupe Oroko.
Lors du recensement national de 2005, la localité comptait 1 038 habitants.